# آيت بوحماد (موحى أوحمو الزياني)
آيت بوحماد هي إحدى مشيخات المملكة المغربية، تتبع جغرافيا لإقليم خنيفرة وإداريًا لموحى أوحمو الزياني. يقدر عدد سكانها بـ 362 نسمة حسب الإحصاء الرسمي للسكان والسكنى لسنة 2004.